# Mitoc (gmina w okręgu Botoszany)
Mitoc – gmina w Rumunii, w okręgu Botoszany. Obejmuje miejscowości Horia i Mitoc. W 2011 roku liczyła 1878 mieszkańców.